# 中牟田辰六
中牟田 辰六（なかむた しんろく、1882年（明治15年）9月5日 - 1966年（昭和41年）12月12日）は、大日本帝国陸軍軍人。最終階級は陸軍少将。

## 経歴・人物
佐賀県出身。1902年（明治35年）陸軍士官学校第14期卒業。
1929年（昭和4年）2月に釧路連隊区司令官を経て、翌月、陸軍歩兵大佐に進級。1931年（昭和6年）8月に歩兵第24連隊長を経て、1933年（昭和8年）8月に陸軍少将に進級し、歩兵第27旅団長に補され、満州に出征。
その後、1935年（昭和10年）3月15日に待命し、同月30日、予備役に編入した。
1947年（昭和22年）11月28日、公職追放仮指定を受けた。